# Ao Vivo no Morro 2
Ao Vivo no Morro é um álbum ao vivo em CD e DVD de samba e pagode do Grupo Revelação, lançado em 2010 pela Universal Music e Deckdisc.
A 2º parte do show histórico gravado no Morro da Urca. O álbum inclui inúmeros sucessos e na faixa "O X da questão" tem a participação especial ilustre de Zeca Pagodinho.

## Faixas do CD
1. Pai
2. Além Do Normal
3. Casal Perfeito
4. Amor Sem Fim
5. Aventureiro
6. Velocidade da Luz
7. Coladinho
8. Prazer Do Meu Amor
9. Novos Tempos
10. A Primeira Estrela
11. Só Me Dá Prazer
12. Trilha Do Amor
13. Vou Te Procurar
14. Saudade Do Amor
15. Greve De Amor
16. Se Eu Tivesse O Poder
17. Não Mete Essa
18. Sou Bamba, Sou Do Samba
19. O X Da Questão (part. Zeca Pagodinho)
20. Bomba Relógio

## Faixas do DVR stand up
1. Deixa Acontecer / Coração Radiante / Compasso Do Amor
2. Preciso Te Amar / Do Jeito Que A Vida Quer
3. Pai
4. Além Do Normal
5. Casal Perfeito
6. Meu Lugar
7. Prazer Do Meu Amor
8. Novos Tempos / A Primeira Estrela / Só Me Dá Prazer
9. Amor Para Eternidade
10. Greve De Amor
11. Não Mete Essa
12. Jogo De Sedução
13. A Pureza Da Flor / Alguém Me Avisou / Faixa Amarela
14. Moro Na Roça
15. Sou Bamba, Sou Do Samba
16. Samba De Arerê

Extras
0017. Videoclipe: O X Da Questão (part. Zeca Pagodinho)
0018. Videoclipe: Bomba Relógio
Bônus: Ao Vivo no Morro
0019. Saudade Do Amor
0020. Trilha Do Amor
0021. Amor Sem Fim

## Formação
- Xande de Pilares: Voz e cavaquinho
- Mauro Junior: Banjo e vocal
- Beto Lima: Violão, guitarra e vocal
- Artur Lúis: Reco-reco e vocal
- Rogerinho: Tantã e vocal
- Sérgio Rufino: Pandeiro e vocal

## Banda
- Valdenir Rio:Baixo
- Michel Johnny: Bateria
- Riquinho: Surdo e percussão
- Thalles: Teclados
- Karla Prietto, Márcio Paiva, Andrea Beat, Max Junior e Ed Moraes: Coro

## Vendas e certificações
| País          | Certificação | Vendas   |
| ------------- | ------------ | -------- |
| Brasil - ABPD | Ouro         | 25.000 + |